# 満朝薦
満 朝薦（まん ちょうせん、1561年 - 1629年）は、明代の官僚。字は震東。本貫は辰州府沅州麻陽県。

## 生涯
1604年（万暦32年）、進士に及第した。咸寧知県に任じられ、有能廉潔で知られた。御馬監監丞の梁永が部下を動員して庶民の蓄えを奪ったため、朝薦は梁永の部下を逮捕して尋問した。梁永は怒り、朝薦が刑事と税役を専断していると弾劾した。1606年（万暦34年）1月、万暦帝は朝薦の官一級を引き下げた。大学士沈鯉らが弁護したが、聞き入れられなかった。3月、陝西巡撫の顧其志が梁永の貪婪残酷な仕事ぶりを非難したため、朝薦は知県の官に復帰することができ、俸給一年分の剥奪で済まされた。1607年（万暦35年）、梁永が人を派遣して陝西巡按御史の余懋衡を呪っていたことが発覚した。朝薦が梁永の派遣した人物を捕らえると、梁永は武装した部下を率いて県庭に侵入し、証拠を奪おうとした。県の吏卒が先立って襲撃に備えていたため、梁永らは何も奪うことができずに退散した。城中は数夜にわたって騒動となり、梁永が反乱を起こしたという者もあって、梁永は反乱の事実がないと弁明した。梁永はなおも武装した部下数百を蓄えており、朝薦は余懋衡を助けて梁永らを追及すると、悪党たちの多くは逃げ去った。朝薦は悪党たちを追って渭南に赴き、格闘して手傷を負った。梁永は朝薦が帝の供物を奪い、数人を殺し、死体を河中に投げこんだと訴えた。万暦帝は激怒し、使者を派遣して朝薦を逮捕して糾問させた。朝薦は獄に下されて拷問を受け、長らく拘留された。大学士の朱賡以下の内外の人士たちが110回にわたって上疏して、朝薦を弁護した。1613年（万暦41年）秋、大学士の葉向高が朝薦の釈放を求めると、朝薦はようやく出獄して帰郷した。
1620年（泰昌元年）、泰昌帝が即位すると、朝薦は南京刑部郎中として起用され、尚宝司卿に転じた。1622年（天啓2年）、後金の進攻により遼東の地が失陥すると、廷臣の党争が激化したため、朝薦はこれを憂慮して、時事十可憂・七可怪を上疏陳述した。ほどなく太僕寺少卿に進んだ。再び上疏して魏忠賢の怒りに触れ、職を剥奪されて民とされた。大学士の葉向高が弁護したが、天啓帝は聞き入れなかった。魏忠賢ら閹党が『東林同志録』を編纂すると、朝薦はこれに掲載され、任用から排除された。1629年（崇禎2年）、推薦されてもとの官に起用されることになったが、上京しないうちに死去した。享年は69。